# Kłosy (czasopismo)
Kłosy (pełny tytuł: Kłosy. Czasopismo illustrowane tygodniowe poświęcone literaturze, nauce i sztuce) – polski tygodnik ilustrowany, wydawany w Warszawie w okresie 1865–1890.

## Opis
Periodyk, wydawany od 5 lipca 1865, specjalizował się w tematyce społeczno-kulturalnej i popularnonaukowej. Publikował recenzje książek i drobne utwory literackie czołowych pisarzy polskich tych czasów. Zamieszczał także, choć rzadziej, artykuły historyczne. Wśród autorów pisma byli m.in. Józef Ignacy Kraszewski, Adam Asnyk, Eliza Orzeszkowa i Maria Konopnicka. Z pismem współpracował Franciszek Kostrzewski publikując tam liczne rysunki oraz malarz i drzeworytnik Józef  Holewiński i Aleksander Regulski (kierownik redakcyjnej pracowni drzeworytniczej), a także Alfred Wierusz-Kowalski, Anna Bilińska, czy Zofia Stankiewicz. Krytykę literacką zamieszczał m.in. Kazimierz Kaszewski. Pismo publikowało też informacje o aktualnych wydarzeniach społeczno-ekonomicznych ziem polskich. 
Wydawcą „Kłosów” był Salomon (Franciszek Salezy) Lewental, a wieloletnim redaktorem Antoni Pietkiewicz. Zarówno pod względem edycyjnym jak i rangi autorów należał do czołowych pism kulturalnych Polski drugiej połowy XIX wieku.

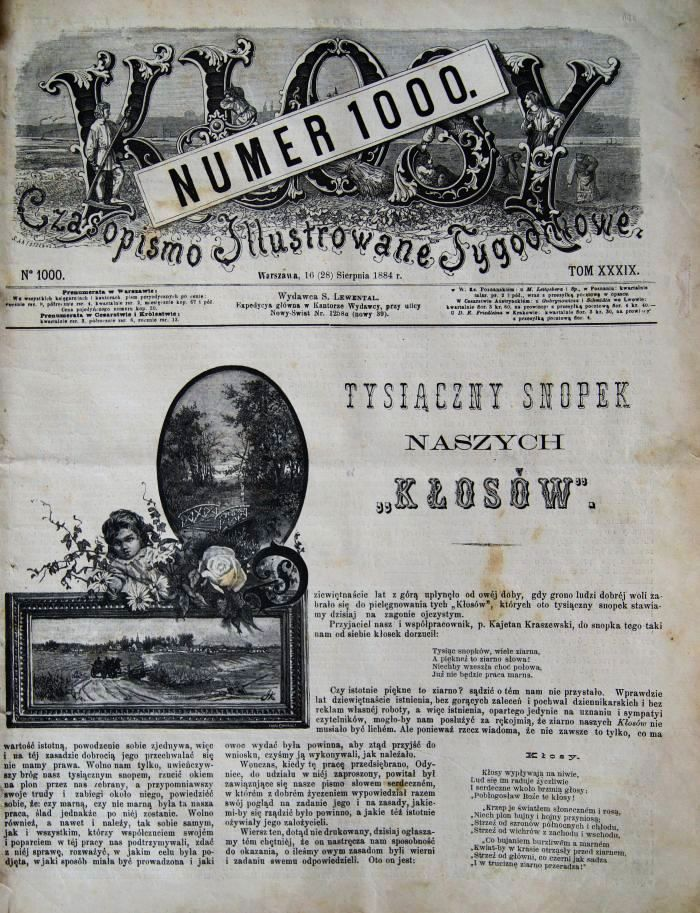
Tysięczny numer „Kłosów”, 1884
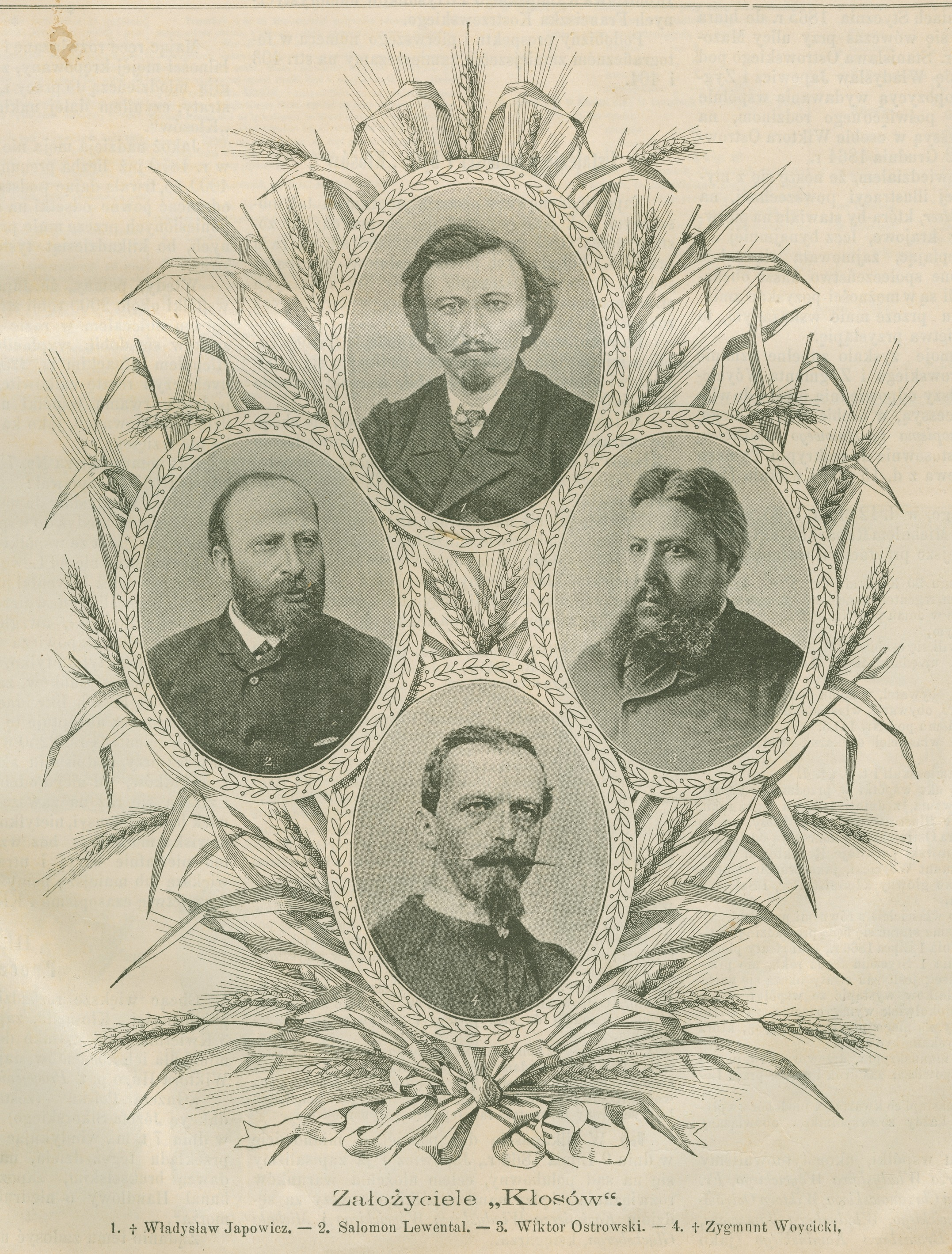
Założyciele „Kłosów”: Władysław Japowicz, Salomon Lewental, Wiktor Ostrowski, Zygmunt Wóycicki
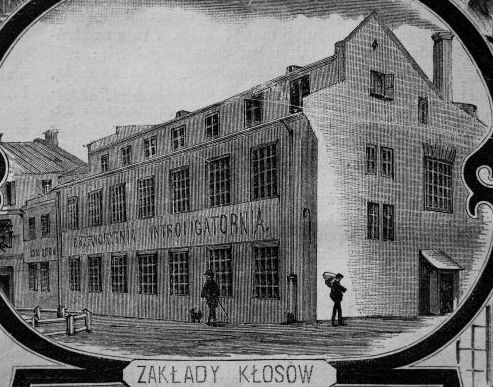
Zakłady „Kłosów”, 1884